# Protacheron philippinensis
Protacheron philippinensis är en insektsart som först beskrevs av Van der Weele 1904.  Protacheron philippinensis ingår i släktet Protacheron och familjen fjärilsländor. Inga underarter finns listade i Catalogue of Life.